# Amoya moloanus
 Amoya moloanus es una especie de peces de la familia de los Gobiidae en el orden de los Perciformes.

## Morfología
Los machos pueden llegar a alcanzar los 6 cm de longitud total.

## Alimentación
Come invertebrados 

## Hábitat
Es un pez de mar y de clima tropical y demersal.

## Distribución geográfica
Se encuentra en el Pacífico occidental: Islas Ryukyu, las Filipinas, Indonesia, 

## Observaciones
Es inofensivo para los humanos. 